# ديفيد سالمون
ديفيد سالمون (بالإنجليزية: David Salmon)‏ هو كاهن أنجليكاني أمريكي، ولد في 1912 في ألاسكا في الولايات المتحدة، وتوفي في 11 أكتوبر 2007 في Chalkyitsik, Alaska ‏ في الولايات المتحدة.